# Đức Hưng
Đức Hưng (chữ Hán giản thể: 德兴市, âm Hán Việt: Đức Hưng thị) là một thành phố cấp huyện thuộc địa cấp thị Thượng Nhiêu, tỉnh Giang Tây, Cộng hòa Nhân dân Trung Hoa. Đức Hưng có diện tích 2101 ki-lô-mét vuông, dân số năm 2003 là 312.000 người. Mã số bưu chính là 334200. 

## Hành chính
Thành phố Đức Hưng được chia ra làm 16 đơn vị hành chính cấp hương, gồm 4 nhai đạo, 6 trấn và 6 hương
- Nhai đạo: Ngân Thành (银城街道), Tân Doanh (新营街道), Hương Đồn (香屯街道), Đồng Quáng (铜矿街道)
- Trấn: Nhiễu Nhị (绕二镇), Hải Khẩu (海口镇), Tân Cương Sơn (新岗山镇), Tứ Châu (泗洲镇), xx (大茅山镇), Hoa Kiều (花桥镇)
- Hương: Hoàng Bách (黄柏乡), Vạn Thôn (万村乡), Trương Thôn (张村乡), Quy Đại (昄大乡), Lý Trạch (李宅乡), Long Đầu Sơn (龙头山乡)